# Sadie Gibbs
Sadie Gibbs (nacida el 30 de marzo de 1992) es una luchadora profesional y gimnasta británica. Es conocida por sus apariciones en All Elite Wrestling (AEW), World Wonder Ring Stardom, Pro-Wrestling: EVE, The Wrestling League, WrestleGate Pro y British Empire Wrestling (BEW).

## Carrera

### Circuito independiente (2017-2019)
Gibbs hizo su debut en la lucha profesional el 3 de diciembre de 2017, en una derrota ante Jetta. El 3 de febrero, en el evento DWA Wrestling Legendshow 2019, Gibbs ganó el vacante DWA Ladies Championship, siendo su primer título en su carrera, después de derrotar a ODB.
El 2 de enero de 2019, Gibbs hizo su debut para World Wonder Ring Stardom, uniéndose a Mari Apache, perdiendo ante J.A.N. (Jungle Kyona & Ruaka). El 3 de enero, Gibbs compitió nuevamente con Mari Apache y Natsumi, ganando contra Hanan, Hina y Rina. El 5 de enero, Gibbs luchó contra Jamie Hayter quien terminaron en empate por límite de tiempo de 10 minutos. El 19 de enero, Gibbs hizo su última aparición en Stardom, haciendo equipo con Bobbi Tyler y Hana Kimura, y derrotó a STARS (Mayu Iwatani, Starlight Kid y Tam Nakano).

### All Elite Wrestling (2019-2020)
A mediados de 2019, se informó que Gibbs estaba cerca de firmar un contrato con All Elite Wrestling (AEW). El 25 de mayo, durante el pre-show de Double or Nothing, se mostró el promo de Gibbs, confirmando su firma por la dicha empresa. El 31 de agosto, Gibbs debutó en el evento de All Out en el pre-show en el Women's Casino Battle Royale por una oportunidad por el Campeonato Mundial Femenino de AEW donde eliminó a Awesome Kong y fue eliminada por Bea Priestley. El 4 de noviembre de 2019 en el episodio de AEW Dark, Gibbs obtuvo su primera victoria, al derrotar a Big Swole, en un combate de equipo con su compañera Allie contra Swole y Mercedes Martinez. Gibbs fue liberada de AEW el 13 de agosto de 2020.
El 28 de abril de 2021, Sadie anunció su retiro de la lucha libre profesional a través de una publicación de Instagram para centrarse en su carrera de fitness.

### Regreso al circuito independiente (2024-presente)
En 2024, Gibbs salió del retiro y continuó su carrera de lucha libre profesional, especialmente luchando en la promoción japonesa Pro Wrestling NOAH.

## Campeonatos y logros
- Deutsche Wrestling Allianz
  - DWA Ladies Championship (1 vez,)